# Edmund Bury
Edmund William Bury (* 4. November 1884 in London; † 5. Dezember 1915 in Laventie, Frankreich) war ein britischer Racketsspieler.

## Erfolge
Bei den Olympischen Spielen 1908 in London nahm Edmund Bury an den Racketswettbewerben im Doppel teil. Gemeinsam mit Cecil Browning sicherte er sich die Silbermedaille. Es gab insgesamt nur zwei Spiele in dem Wettbewerb. Im Halbfinale setzten sich John Jacob Astor und Vane Pennell gegen Evan Baillie Noel und Henry Leaf durch, sodass im Finale Bury und Browning auf Astor und Pennell trafen. Letztere gewannen die Partie mit 6:15, 15:7, 16:15, 15:6 und 15:7.
Bury diente während des Ersten Weltkriegs im 11. Bataillon des King’s Royal Rifle Corps und bekleidete den Rang eines Captains. Er fiel 1915 in Laventie.